# Jamshid Karimov
Jamshid Karimov (em usbeque:  Жамшид Каримов, em russo:  Джамшид Каримов; nascido em 1967) é um jornalista investigativo do Uzbequistão. Foi um crítico proeminente da administração de Islam Karimov, o presidente do Uzbequistão, que era seu tio. Jamshid Karimov passou muitos anos na detenção.

## Desaparecimento e detenção
Karimov foi visitar sua mãe em 12 de setembro de 2006 e, segundo seu irmão Alisher, "nunca mais voltou para casa". 
Em 20 de setembro, Marat Khalturdiev, chefe da sucursal regional do Serviço de Segurança Nacional, descreveu o desaparecimento de Karimov como "um assunto privado" e não disse mais nada. Karimov estava reportando para o site ferghana.ru e para o Institute for War and Peace Reporting.
Em 22 de setembro, o tribunal criminal de Jizzakh ordenou que Karimov fosse detido durante seis meses para tratamento psiquiátrico obrigatório. Ele foi internado em um hospital psiquiátrico em Samarcanda, mas por algum tempo sua esposa não foi autorizada a visitá-lo.
O Comitê para a Proteção dos Jornalistas apelou ao governo para libertar Karimov imediatamente e acabar com o assédio à sua família. No entanto, ao longo dos anos seguintes, a sua detenção foi repetidamente prorrogada, por motivos desconhecidos e sem nova ordem judicial.
Karimov acabou recebendo alta do hospital na época de uma visita a Tashkent da Secretária de Estado dos Estados Unidos, Hillary Clinton, em outubro de 2011. Sua saúde teria sido afetada negativamente pela medicação que recebeu.
Em janeiro de 2012, foi novamente relatado que Karimov desapareceu. Seu amigo Ulugbek Khaidarov relatou que em 10 de janeiro, durante uma conversa telefônica na qual Karimov mencionou planos de escrever um livro sobre seu tio, Islam Karimov, a linha ficou muda. Em Maio de 2012, o paradeiro de Jamshid Karimov permanecia desconhecido e organizações ativistas como a Repórteres Sem Fronteiras sugeriram que ele poderia estar entre dezenas de jornalistas uzbeques na prisão ou outras formas de detenção.
O nome de Karimov reapareceu no censo de jornalistas presos de 2016, publicado pelo Comitê para a Proteção dos Jornalistas, depois que seu paradeiro foi identificado por um repórter do site de notícias regional AsiaTerra. Em 18 de novembro de 2016, a filha de Karimov disse à AsiaTerra que o jornalista foi devolvido à força a uma enfermaria psiquiátrica em janeiro de 2012. A filha de Karimov também informou que o pai não foi julgado e estava sofrendo de doenças crônicas que o deixaram em uma condição grave.